# Карлсон, Эрн
Эрн Карлсон (англ. Arne Carlson; род. 24 сентября 1934) — американский политик, губернатор Миннесоты (1991—1999).

## Биография
Карлсон родился 24 сентября 1934 года в Нью-Йорке, в семье шведских иммигрантов из Гётеборга и Висбю. В 1957 году окончил Колледж Уильямс, а затем поступил в аспирантуру Миннесотского университета. В 1965—1967 годах Карслон был членом городского совета Миннеаполиса, а после баллотировался в мэры, но проиграл выборы. С 1971 по 1979 год Карслон работал в Палате представителей Миннесоты. После выборов в 1990 году Карслон был назначен губернатором Миннесоты, занимая должность с 1991 по 1999 год.

## Личная жизнь
Первая жена Карлсона — Барбара Даффи, с которой он состоял в браке с 1965 по 1977 год. У них родилось трое детей: Такер, Кристин и Энн. Второй женой Карлсона стала Джоанна Шабо. У них не было детей. После второго развода Карлсон женился на Сьюзан Шепард. У пары родилась дочь Джессика. Сьюзан была первой леди Миннесоты в 1991—1999 годах.